# Городнее (Одесская область)
Городнее (укр. Городнє) — село Болградского района Одесской области. Предыдущие названия — Градина, до 1946 года — Чийший. Является одним из старейших болгарских сел юга Украины.

## География
Село расположено в 35 км от районного центра и в 25 км от железнодорожной станции Чадыр-Лунга (Молдавия). Простирается по берегам реки Большой Котлабух.

## История
Археологические находки, обнаруженные на территории села, относятся к эпохе поздней бронзы. Около него найдены также керамические изделия римских, скифских, сарматских и славянских времён.
Основание Чийшии связано с переселением болгар в Россию после русско-турецкой войны 1806-1812 годов. Спасаясь от турецкого преследования, первые 30 семейств будущей Чийшии перешли Дунай и поселились здесь в 1813 году (семьи Богоевых, Ивановых, Минковские, Геновы, Недовы, Червенковы и другие). Годом основания стал 1813-й. Название села Чийшия имеет татарское происхождение, что в переводе обозначает «влажная долина».
Прибывшее население было, скорее всего, из Северо-Восточной Болгарии, Варненской области — города Провадия. Именно северо-восточный диалект лёг в основу сформировавшегося в Бессарабии чийшийского говора.
Однако многие историки и исследователи с. Огородного придерживаются другой версии, откуда было прибывшее население села. Они утверждают, что это были села Желю Войвода и Градина. Вот что говорит один из исследователей, Степан Георгиевич Недельчев:
Это село Желю Войвода (Сливен) и деревня Градина (Генералтошево).
Из этих двух основных деревень переселились наши предки. В нашем селе был дед Николай, который рассказал мне об одном интересном письме. В этом письме говорилось о том, что наши предки из села Желю Войвода. Кроме того, он рассказал мне, что в этом письме говорилось о двух дубах и колодце, которые находились в северо-западной части села.
Когда я поехал в Желю Войвода, попросил местного жителя деда Ивана показать мне это место и дубы. Они действительно находятся там, только один дуб уже сухой, а на другом висит табличка «Охраняется государством», сохранился и колодец. С дедом Иваном мы долго общались на нашем
старом, добром диалекте болгарского.
По указу Правительственного Сената от 1819 г. болгарская колония Чийшия вошла в Измаильский округ с центром в городе Болград, один из четырёх округов в составе «Управления задунайскими переселенцами». После Крымской войны, когда значительная часть болгарских и гагаузских колоний отошла к Румынии, колония Чийшия осталась в российской части Бессарабии и входила в Попечительство бессарабских болгарских колоний с центром в Комрате.
Колонистские права чийшийцев, как и всех задунайских переселенцев, были отменены летом 1871 г.
После ликвидации колонистского статута изменилось и административное устройство бывших болгарских колоний. С сентября 1871 г. село Чийшия входит в Ивановку-Болгарскую, переименованную позднее в Ивановскую (болгарскую) волость Аккерманского уезда Бессарабской губернии. Несколько лет накануне переломных 1917—1918 гг. Чийшия была волостным центром. Например, имеется сообщение о наличии в 1913 г. в селе здания волостного правления, также сохранились некоторые документы этого органа за 1916—1917 гг.
В 1945 г. Указом ПВС УССР село Чийшия переименовано в Огородное.

## Население и национальный состав
По данным переписи населения Украины 2001 года распределение населения по родному языку было следующим (в % от общей численности населения):
По Огородненскому сельскому совету: украинский — 1,49 %; русский — 2,90 %; белорусский — 0,02 %; болгарский — 93,75 %; армянский — 0,02 %; гагаузский — 0,92 %; молдавский — 0,47 %; цыганский — 0,35 %.

## Достопримечательности
- Церковь Святых Петра и Павла 1847—1877 гг. постройки.
- Памятник в честь 150-летия со дня основания села 1967 года.
- Памятник в честь 200-летия со дня основания села 2013 года.
- Историко-краеведческий музей села Огородное.

## Культура
В селе работают народный ансамбль «Извор» Огородненского дома культуры, народный оркестр болгарских народных инструментов «Чийшия». Коллективы являются участниками всеукраинских и международных фестивалей.

### Бессарабия Folk
В селе Огородное с 2018 года проходит Международный фольклорный фестиваль народного творчества «Бессарабия Folk». Среди участников первого фестиваля были представители разных уголков украинской Бессарабии – сёл Огородное, Кубей, Дмитровка, Новые Трояны, Каракурт, Криничне (Болградского района); Каменка, Утконосовка (Измаильского района); Заря (Саратского района), Ровно (Татарбунарского района), Виноградовка (Тарутинского района), г. Рени, а также танцевально-вокальный коллектив из города Тараклия (Молдавия). Коллективы являются носителями болгарской, украинской, гагаузской, молдавской культур.
География участников второго фестиваля расширилась Болгарией. В номинации «Соло» победителем стал Сергей Нейчев (с. Кирнички Измаильского района) и Евгения Шлапак (с. Огородное Болградского района). Среди вокальных ансамблей – «Дулакчия» (Арцизский район). Лучшие хореографические коллективы – старшая группа ансамбля «Извор» (с. Огородное) и «Колорит» (с. Каменка Измаильского района). Победители получили сертификаты на участие в этнофестивале «Рожен» в Болгарии.
Главным спонсором этнофестиваля от его основания является Общественная организация «Центр развития Бессарабии» (учредитель – меценат Виктор Куртев).